# Ernst Brugger

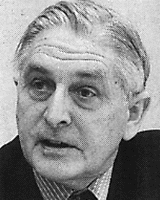
Ernst Brugger

Ernst Brugger (* 10. März 1914 in Bellinzona; † 20./21. Juni 1998 in Gossau ZH) war ein Schweizer Politiker (FDP). Als Bundesrat war er Wirtschaftsminister und bekleidete einmal das Amt des Bundespräsidenten.

## Werdegang

Ernst Brugger (1971)

Aufgewachsen als Sohn eines Lokomotivführers in Mönchaltorf, absolvierte Ernst Brugger in Küsnacht ZH das Lehrerseminar und wurde Primarlehrer. 1936 wurde er Sekundarlehrer in Gossau. 1947 gehörte Brugger noch keiner Partei an, wurde aber dennoch von der Stimmbevölkerung des Bezirks Hinwil in den Zürcher Kantonsrat gewählt. Er war von Anfang an in der freisinnigen Fraktion. Nach zwölf Jahren parlamentarischer Tätigkeit wurde Ernst Brugger 1959 in den Zürcher Regierungsrat gewählt. Er war bis 1967 Direktor des Innern und der Justiz und übernahm dann bis 1977 die Volkswirtschaftsdirektion. Im Militär trug er den Grad eines Major-Dienstchefs bei Heer und Haus.

## Wirken
Ernst Brugger wurde am 10. Dezember 1969 in den Bundesrat gewählt. Nach acht Jahren trat er per 31. Januar 1978 altershalber zurück. Während seiner Amtszeit stand der über Parteigrenzen geachtete Politiker dem Volkswirtschaftsdepartement vor. Eines seiner herausragendsten Verdienste war das Freihandelsabkommen von 1972. Bilaterale Verträge zwischen der Schweiz und der Europäischen Union gab es damals erst sehr wenige. Brugger führte damit erfolgreich ein Projekt zu Ende, bei dessen Zustandekommen sein Vorgänger Hans Schaffner massgeblich mitgewirkt hatte, das EFTA-Übereinkommen.
In seine Amtszeit fiel zudem die Einführung des Obligatoriums bei der Arbeitslosenversicherung nach dem bewährten Modell der Alters- und Hinterlassenenversicherung (provisorischer Bundesbeschluss vom
Oktober 1976).
Er war Bundespräsident im Jahre 1974 und Vizepräsident im Jahre 1973.

## Wahlergebnisse in der Bundesversammlung
- 1969: Wahl in den Bundesrat mit 160 Stimmen (absolutes Mehr: 119 Stimmen)
- 1971: Wiederwahl als Bundesrat mit 214 Stimmen (absolutes Mehr: 110 Stimmen)
- 1972: Wahl zum Vizepräsidenten des Bundesrates mit 195 Stimmen (absolutes Mehr: 105 Stimmen)
- 1973: Wahl zum Bundespräsidenten mit 198 Stimmen (absolutes Mehr: 105 Stimmen)
- 1975: Wiederwahl als Bundesrat mit 211 Stimmen (absolutes Mehr: 111 Stimmen)